# جيمس إي. برينغل
جيمس إي. برينغل (بالإنجليزية: James E. Pringle)‏ هو عالم فلك وفيزيائي بريطاني، ولد في 20 يناير 1949.